# Universidad de Bohemia del Sur de České Budějovice
La Universidad de Bohemia del Sur (en checo Jihočeská univerzita) tiene su sede en České Budějovice, República Checa y consta de ocho facultades. Varios sucursales e instituciones se encuentran en otras ciudades de la Región de Bohemia Meridional, como Tábor, Vodňany o Nové Hrady. Es renombrada especialmente por sus estudios de biología y las esferas conectadas con química en agricultura y alimentos.

## Historia
Fue fundada el 28 de septiembre de 1991 a basis de la entonces Facultad de Pedagogía, que desde el año 1948 fue una sucursal de la Universidad Carolina y después una facultad autónoma, y la Facultad de Economía y Administración de Empresas, una parte de la Universidad Agrícola Checa de Praga.  En el mismo año surgieron tres nuevas facultades: las de biología, de teología y de salud y estudios sociales.
En 1994 surgió en Jindřichův Hradec la Facultad de Administración de Empresas de la Universidad de Bohemia del Sur, no obstante a los finales de 1997 se separó y se convirtió en la sexta facultad de la Universidad de Economía de Praga. En 1996 fue incorporado en la universidad el Instututo de Pesca y Hidrobiología con sede en Vodňany, y en 2002 el Instituto de Biología de Física en Nové Hrady. En 2003 surgió el Instituto de Historia, que se convirtió en una parte de la nueva Facultad de Filosofía y Letras desde el 1 de enero de 2006. El 1 de enero de 2007 surgió la Facultad de Economía. La Facultad de Biología se convirtió en la Facultad de Ciencias desde el 1 de agosto de 2007. El 1 de septiembre de 2009 surgió la Facultad de la Pesca y Protección de Agua.

## Facultades
- Facultad de Economía (Ekonomická fakulta) (http://www.ef.jcu.cz/)
- Facultad de Filosofía y Letras (Filozofická fakulta) (http://www.ff.jcu.cz/)
- Facultad de Ciencias (Přírodovědecká fakulta) (http://www.prf.jcu.cz/)
- Facultad de Pedagogía (Pedagogická fakulta) (http://www.pf.jcu.cz/)
- Facultad de Agricultura (Zemědělská fakulta) (http://www.zf.jcu.cz/)
- Facultad de Salud y Estudios Sociales (Zdravotně sociální fakulta) (http://www.zsf.jcu.cz)
- Facultad de la Pesca y Protección de Agua (Fakulta rybářství a ochrany vod) (http://www.frov.jcu.cz)
- Facultad de Teología (Teologická fakulta) (http://www.tf.jcu.cz/)